# Aranjuez
Aranjuez je španělské město nacházející se 42 km jižně od Madridu v nejjižnější části Madridského společenství. Leží na soutoku řek Tajo a Jarama. Město je známé díky renesančnímu královskému paláci, který byl roku 2001 zapsán na seznam světového dědictví UNESCO. Stejnou slávu městu přinesl i kytarový Aranjuezský koncert Joaquína Rodriga.

## Historie
Existuje několik teorií o původu názvu. Nejpřijímanější je teorie, že výraz pochází z baskického arantza („hloh“). Jiná teorie říká, že výraz pochází z latinského Ara Jovis nebo Ara Iovia, tedy Jupiterův oltář.
V roce 1178 území kolem Aranjuezu získal řád svatojakubských rytířů. V 16. století byl vystavěn renesanční královský palác. Dne 17. března 1808 vypuklo v Aranjuezu povstání proti králi Karlu IV., který poté abdikoval ve prospěch svého syna Ferdinanda VII.

## Pamětihodnosti

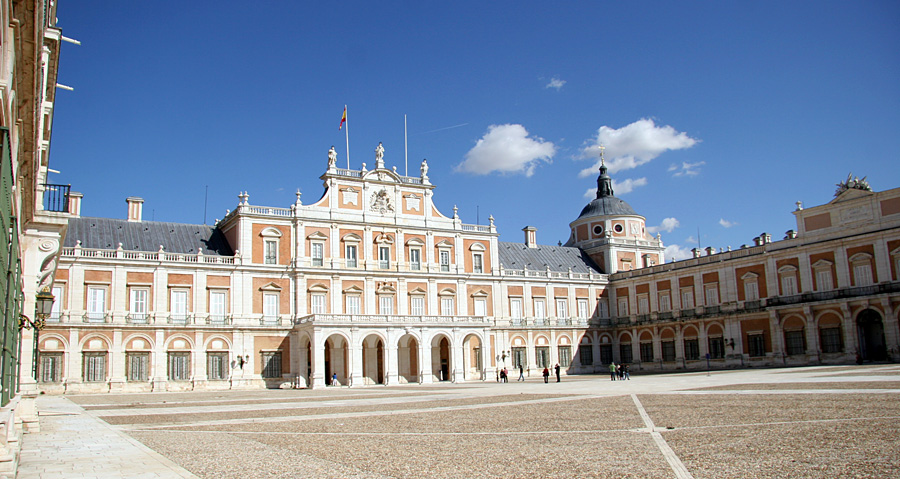
Průčelí paláce

### Královský palác
Stavba byla započata ve druhé polovině 16. století na popud krále Filipa II. Projektanty paláce se stali architekti Juan de Herrera a Juan Bautista de Toledo, kteří také navrhli palác El Escorial. Stavba byla dokončena v polovině 18. století za vlády Ferdinanda VI.; za vlády Karla III. byla přistavěna další dvě křídla.

### Plaza de Toros

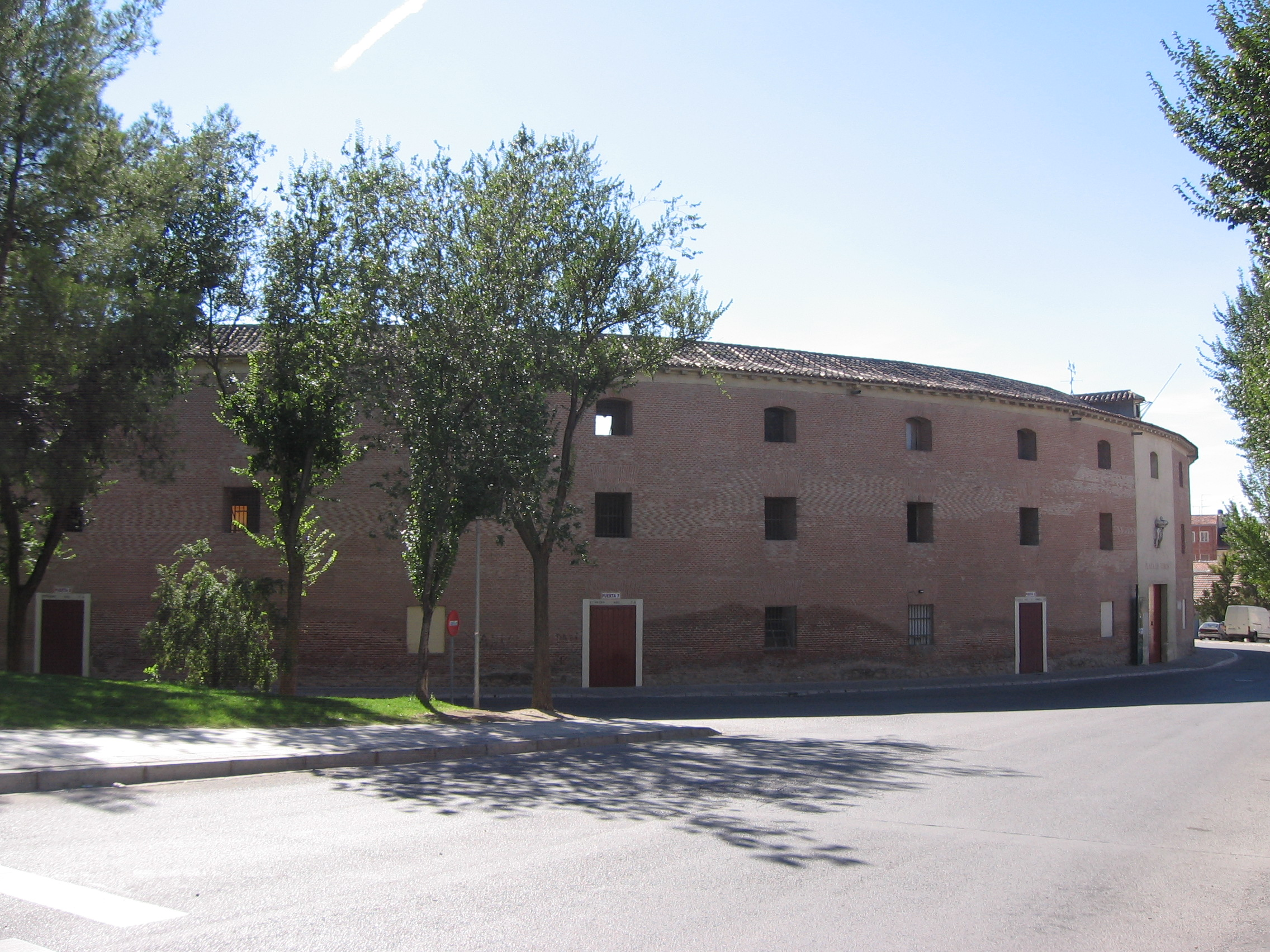
Plaza de Toros

Jedna z prvních španělských arén pro koridu byla otevřena královnou Marií Luisou Parmskou roku 1797. Aréna měla kapacitu 9000 diváků, a to i přesto, že v době jejího otevření mělo město ne více než 4300 obyvatel. Je zde dvanáct veřejných vchodů, které vedou do třech kruhových galerií, přičemž v každé galerii je deset kamenných lavic k sezení. Členové královské rodiny a jejich hosté používali zvláštní vchod, který vedl přímo na královskou galerii. Po požáru roku 1809 byla aréna opravena a král Ferdinand VII. ji věnoval městu.

## Ekonomika

### Zemědělství
Aranjuez leží v hlubokém údolí řeky Tajo, kde se nachází velmi úrodná půda vhodná pro pěstování pšenice a dalších obilovin. Hojné je pěstování chřestu, jahod, ale také vinné révy a vodních melounů. K dalším významným zemědělským produktům patří čirok, slunečnice, rajčata, brambory, artyčoky nebo chilli papričky.

### Průmysl
Blízkost Madridu a kvalitní železniční i silniční spojení vytváří z Aranjuezu vhodné město pro průmyslovou výrobu. Ve městě je tak zastoupen průmysl chemický (výroba laků, barviv), potravinářský (rafinování cukru), farmaceutický či strojírenský (firma Bosch), stejně jako výroba informačních technologií (Indra Sistemas).
Většina průmyslu je soustředěna na západ od železniční stanice nebo v průmyslové zóně na jihu města.